# Enric Barbat i Botey
Enric Barbat i Botey (* 28. April 1943 in Barcelona; † 11. Dezember 2011 in Sant Lluís (Menorca)) war ein katalanischer Liedermacher und Sänger aus dem Umfeld der Nova Cançó Catalana.

## Leben und Werk
1963 stieß Enric Barbat in einem Konzert an der juristischen Fakultät der Universität Barcelona mit dem Lied La Sirena als sechstes Mitglied in den Liedermacherclub Els Setze Jutges. Von 1964 bis 1970 spielte er sechs Singles mit stark von Georges Brassens beeinflussten Liedern ein. 1970 veröffentlichte er seine erste LP Enric Barbat mit Liedern aus einer Reihe von „Taschenkonzerten“ (recitals de butxaca), die von Joan de Sagarra geleitet und von Jordi Clua am Bass begleitet wurden. 1971 führte er die Musikshow La iaia de l’Enric („Die Großmutter von Enric“) mit Texten von Manuel Vázquez Montalbán unter der künstlerischen Leitung von Mario Gas und einer Szenographie von Fabià Puigserver auf. 1972 spielte er zusammen mit Guillermina Motta das Album Tango mit Liedern dieses Genres ein.
Seit Mitte der 1970er Jahre ging er seinem eigentlichen Beruf als Vermessungsingenieur in Menorca nach. Er war somit örtlich weit entfernt von der Sphäre der Nova Cançó Catalana. Er spielte jetzt in deutlich größeren Abständen Alben wie Núvols de setembre (1976, „Septemberwolken“), Rh+ (1977, in spanischer Sprache), Quatre (1983), Camins privats (2005, „Private Wege“), El sac del nòmada (2007, „Der Sack des Nomaden“) und Camí de tornada (2010, „Der Rückweg“) ein, in denen er die Desillusionierung der Anfänge mit surrealen Zügen zu überwinden suchte. Er lotete in solchen Versuchen auch die Möglichkeiten der elektronischen Instrumentierung aus.
2007 erhielt Enric Barbat mit allen zu diesem Zeitpunkt noch lebenden „Richterkollegen“ für seinen Beitrag zur katalanischen Kultur die Goldmedaille des Parlaments von Katalonien. Einige seiner Lieder sammelte er in dem Band Cançons de la p... vida (= „Cançons de la puta vida“, dt.: „Lieder des verdammten Lebens“) von 1973.